# Biserica Votivă din Viena
Biserica Votivă din Viena (în germană Votivkirche) este o biserică neogotică din centrul Vienei, situată în imediata vecinătate a Universității din Viena. După arhitectura acestei biserici au fost realizate proiectele pentru Biserica Preasfânta Inimă a lui Isus din Elisabetin și pentru Biserica Preasfânta Inimă a lui Isus din Ditrău.
Biserica are lungimea de 85 de metri, lățimea de 55 de metri și lățimea navei de 30 de metri. Înălțimea edificiului este de 99 de metri.

## Origine
Biserica este situată pe Ringstraße, în districtul Alsergrund lângă Universitatea din Viena. Originea bisericii provine de la atacul cu un cuțit asupra împăratului Franz Joseph săvârșit la 18 februarie 1853 de către naționalistul ungar János Libényi. Împăratul Franz Joseph al Austriei se plimba pe unul dintre bastioanele orașului cu unul dintre ofițerii săi, contele Maximilian Karl Lamoral O'Donnell, atunci când Libényi s-a apropiat pe la spate l-a înjunghiat în gât pe împărat. Franz Joseph purta aproape ca întotdeauna o uniformă cu un guler înalt, care era realizată dintr-un material foarte robust și era închisă aproape complet la gât. Chiar dacă Franz Joseph a fost rănit și sângera, acest guler i-a salvat viața. Contele O'Donnell l-a lovit pe Libényi cu sabia. O'Donnell, care era până atunci conte numai prin proveniența sa din nobilimea irlandeză, a fost făcut apoi conte al Imperiului Habsburgic și a primit Crucea de Comandor al Ordinul Regal Leopold. La blazonul lui O'Donnell au fost adăugate inițialele și stema Casei ducale din Austria și, de asemenea, vulturul bicefal al Imperiului. Acest blazon este reprezentat pe porticul casei din Mirabel Platz nr. 2 din Salzburg, unde O'Donnell și-a construit mai târziu reședința. Un alt martor, care s-a întâmplat să fie prin apropiere, măcelarul Joseph Ettenreich, l-a doborât rapid pe Libényi. Pentru fapta sa, el a fost ulterior înnobilat de Franz Joseph și a devenit Joseph von Ettenreich. Libényi a fost ulterior judecat și condamnat la moarte pentru tentativă de regicid. El a fost executat pe Simmeringer Heide.
După atacul nereușit de la 18 februarie 1853, fratele lui Franz Joseph, Ferdinand Maximilian Joseph, viitorul împărat al Mexicului, a invitat comunitatea locală să facă donații pentru o nouă biserică în apropierea locului atentatului. Biserica urma să fie o ofrandă votivă pentru salvarea lui Franz Joseph și "un monument al patriotismului și al devotamentului oamenilor față de Casa Imperială".

## Istoric

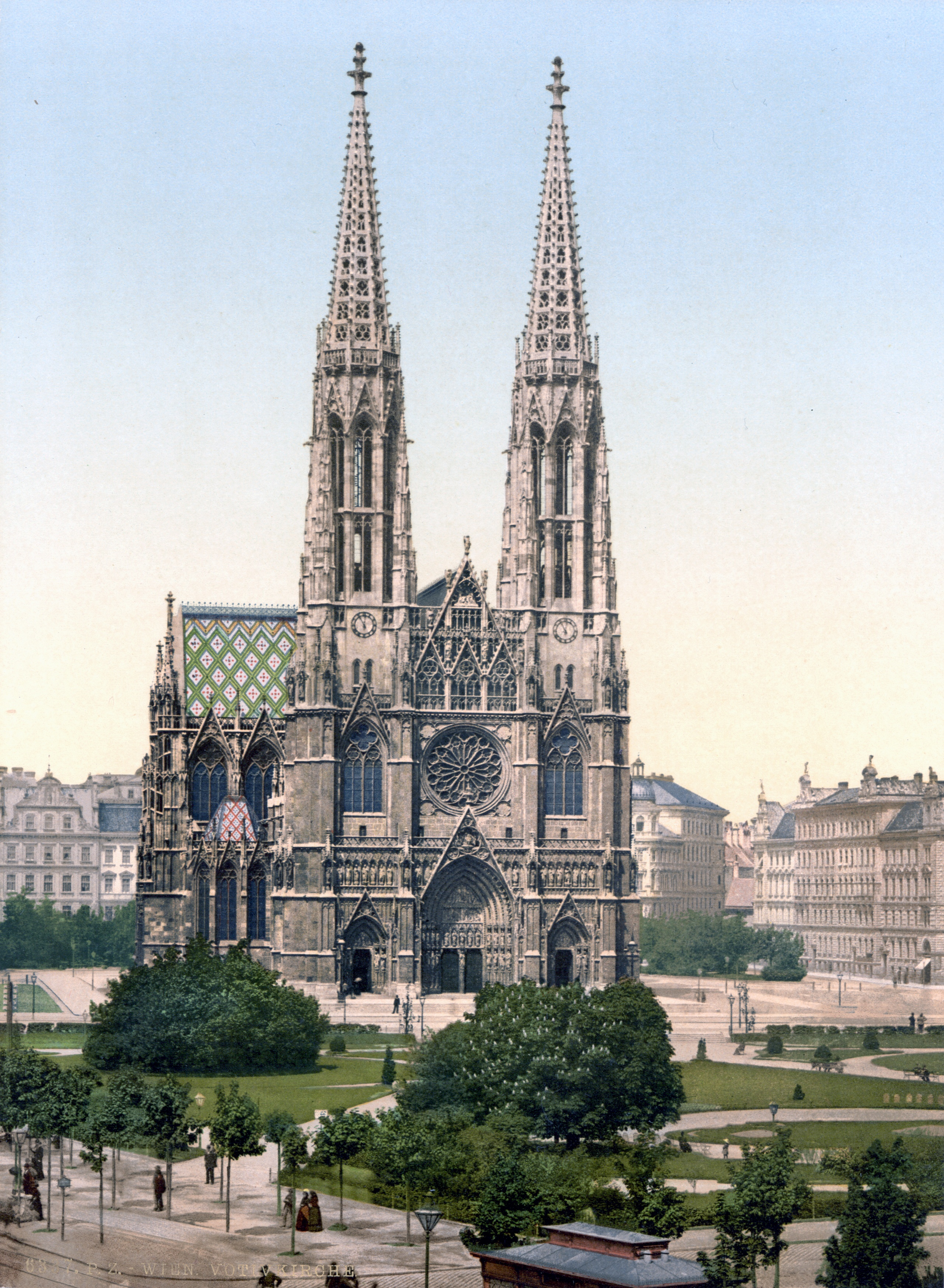
Votivkirche în jurul anului 1900

Planurile bisericii au fost alese în urma unui concurs din aprilie 1854, la care au participat mai mulți arhitecți. Au fost trimise 75 de proiecte provenind din Imperiul Austriac, landurile germane, Anglia și Franța. Inițial, planurile urmăreau să includă Allgemeines Krankenhaus și să creeze un campus modelat după planurile universităților de la Oxford și Cambridge. Un alt plan a fost acela de a crea o catedrală națională pentru toți supușii imperiului. Cu toate acestea, din cauza costurilor în creștere și a schimbării situației politice, acest plan a trebuit să fie reanalizat. Juriul a ales proiectul lui Heinrich von Ferstel (1828-1883), care avea pe atunci doar 26 de ani. El a decis să construiască biserica în stil neogotic, împrumutând foarte multe elemente din arhitectura catedralelor gotice franceze. Din cauza acestui concept, multe persoane confundă această biserică cu o biserică gotică originală. Cu toate acestea, Biserica Votivă nu este o simplă imitație a unei catedrale gotice franceze, ci mai degrabă întruchipează un concept de design nou și individual. Biserica Votivă a fost construită cu un singur arhitect supraveghetor al lucrărilor și nu de mai multe generații, așa cum au fost construite catedralele din evul mediu.
Construcția bisericii a început în 1856, iar lăcașul de cult a fost sfințit 26 de ani mai târziu, în 24 aprilie 1879, cu ocazia jubileului de argint a cuplului imperial.
Biserica a fost una dintre primele clădiri care a fost construită pe Ringstraße. Din cauza faptului că zidurile orașului existau încă în acel moment, biserica nu a avut inițial enoriași. Ea era menită să fie o biserică de garnizoană, urmând să fie folosită de militarii care au venit la Viena, după Revoluția din 1848. Biserica nu este situată direct pe bulevard, ci are în fața sa o piață largă (Sigmund Freud Park). Biserica Votivă este confecționată din gresie albă, la fel cu Domul Sfântul Ștefan, și, prin urmare, trebuie să fie în mod constant renovată și protejată de poluarea aerului și de ploaia acidă care îi erodează piatra moale.
Biserica a suferit renovări extinse după ce a fost grav avariată în timpul celui de-al doilea război mondial.
Deoarece stilul arhitectural este similar cu cel al Domului Sfântului Ștefan, cele două biserici sunt confundate de multe ori de către turiști. În realitate, cele două biserici au o diferență de vârstă mai mare de 700 de ani.
Designul acestei biserici a fost strâns imitat de Gedächtniskirche din Speyer (Germania) și Sint-Petrus-en-Pauluskerk din Oostende (Belgia).